# Antheraea pedunculata
Antheraea pedunculata är en fjärilsart som beskrevs av Eugène Louis Bouvier 1936. Antheraea pedunculata ingår i släktet Antheraea och familjen påfågelsspinnare. Inga underarter finns listade i Catalogue of Life.